# Montagne Costiere
Le Montagne Costiere sono una catena montuosa facente parte della Cordigliera Pacifica che corre lungo la sponda nord-occidentale del continente nordamericano, e si estende dal sud dell'Alaska coprendo la maggior parte della costiera della Columbia Britannica. Fanno parte di un raggruppamento molto più ampio, la Catena Costiera Pacifica, che da nord a sud comprende i Monti Kenai, i Monti Chugach, i Monti Sant'Elia, le Montagne Costiere, la Catena delle Cascate, la Sierra Nevada e la Sierra Madre Occidentale in Messico.
Si estendono su una lunghezza di circa 1.600 km e raggiungono una larghezza media di 200 km. I suoi confini meridionali e sud-orientali sono segnati dal fiume Fraser e dall'Interior Plateau, il bordo nord-occidentale è delimitato dal fiume Kelsall. Il Monte Waddington con i suoi 4.019 metri è la cima più alta della catena, oltre che la cima più alta totalmente contenuta nella provincia canadese della Columbia Britannica.

## Principali monti della catena
| Monte              | Altezza (metri) | Prominenza (metri) |
| ------------------ | --------------- | ------------------ |
| Monte Waddington   | 4019            | 3289               |
| Monte Tiedemann    | 3838            | 838                |
| Combatant Mountain | 3762            | 242                |
| Asperity Mountain  | 3723            | 183                |
| Serra Peaks        | 3650            | 230                |
| Monte Monarch      | 3555            | 2930               |
| Damocles Peak      | 3507            | 47                 |
| Tellot Dome        | 3420            | 20                 |
| Stiletto Peak      | 3395            | 155                |
| Mount Tellot       | 3380            | 60                 |
| Monte Queen Bess   | 3298            | 2355               |
| Monte Ratz         | 3090            | 2430               |
| Kates Needle       | 3053            | 1373               |